# السجل الأمريكي لأرقام الإنترنت
السجل الأمريكي لأرقام الإنترنت ( ARIN ) هو السجل الإقليمي للإنترنت (RIR) لكندا والولايات المتحدة والعديد من جزر الكاريبي وشمال الأطلسي . تدير ARIN توزيع موارد أرقام الإنترنت، بما في ذلك مساحة عناوين  آي بي في 4 و آي بي في 6 وأرقام AS ‏ . تم افتتاح ARIN للعمل في 22 ديسمبر 1997  بعد التأسيس في 18 أبريل 1997.  ARIN هي شركة غير ربحية مقرها في شانتيلي ، فرجينيا ، الولايات المتحدة.  
ARIN هي واحدة من خمس سجلات إقليمية للإنترنت (RIRs) في العالم. مثل RIRs الأخرى، ARIN
- يوفر الخدمات المتعلقة بالتنسيق الفني وإدارة موارد رقم الإنترنت
- يسهل وضع السياسات من قبل أعضائها وأصحاب المصلحة
- يشارك في مجتمع الإنترنت الدولي
- هي منظمة غير ربحية تعتمد على المجتمع
- يحكمه مجلس تنفيذي ينتخب من قبل عضويته

## خدمات
توفر ARIN الخدمات المتعلقة بالتنسيق الفني وإدارة موارد أرقام الإنترنت. تم وصف طبيعة هذه الخدمات في بيان مهمة ARIN: 
بتطبيق مبادئ الإشراف، تخصص ARIN ، وهي شركة غير ربحية، موارد بروتوكول الإنترنت ؛ تطوير السياسات القائمة على الإجماع ؛ ويسهل النهوض بالإنترنت من خلال المعلومات والتواصل التربوي.
يتم تجميع هذه الخدمات في ثلاثة مجالات: التسجيل والتنظيم وتطوير السياسات.

### خدمات التسجيل
تتعلق خدمات التسجيل بالتنسيق الفني وإدارة المخزون لموارد رقم الإنترنت. تشمل الخدمات:
- تخصيص عنوان آي بي في 4 وتعيينه
- تخصيص عنوان آي بي في 6 وتعيينه
- كحالة عدد
- خدمات الدليل بما في ذلك:
  - معلومات معاملة التسجيل (WHOIS)
  - معلومات التوجيه (تسجيل مسار الإنترنت)
- DNS (عكس)

## خدمات المنظمة
تتعلق خدمات المؤسسة بالتفاعل بين أصحاب المصلحة وأعضاء ARIN. تشمل الخدمات:
- انتخابات
- اجتماعات الأعضاء
- نشر المعلومات ونشرها
- التعليم والتدريب

### خدمات تطوير السياسات
يتم تعيين جميع سياسات ARIN من قبل المجتمع. يتم تشجيع الجميع على المشاركة في عملية وضع السياسات في اجتماعات السياسة العامة وفي القائمة البريدية للسياسة العامة. يصادق مجلس أمناء ARIN على السياسات فقط بعد:
1. مناقشة القوائم البريدية وفي الاجتماعات ؛
2. توصية المجلس الاستشاري لأرين
3. إجماع المجتمع لصالح السياسة ؛ و
4. مراجعة قانونية ومالية كاملة.

## منطقة الخدمة
- أنغيلا (المملكة المتحدة)
- القطب الجنوبي
- أنتيغوا وبربودا
- بربادوس
- برمودا (المملكة المتحدة)
- جزيرة بوفيت (النرويج)
- جزر فيرجن البريطانية (المملكة المتحدة)
- كندا
- جزر كايمان (المملكة المتحدة)
- مجموعة سانت مارتن (فرنسا)
- دومينيكا
- غرينادا
- غوادلوب (فرنسا)
- جزيرة هيرد وجزر ماكدونالد (أستراليا)
- جامايكا
- المارتينيك (فرنسا)
- مونتسيرات (المملكة المتحدة)
- بورتوريكو (الولايات المتحدة)
- سانت بارتيليمي (فرنسا)
- سانت هيلانة ، أسنشن وتريستان دا كونها (المملكة المتحدة)
- سانت كيتس ونيفيس
- القديسة لوسيا
- سان بيير وميكلون (فرنسا)
- سانت فنسنت وجزر غرينادين
- جزر البهاما
- جزر تركس وكايكوس (المملكة المتحدة)
- الولايات المتحدة الامريكية
- جزر الولايات المتحدة البعيدة الصغيرة (الولايات المتحدة)
- جزر فرجن التابعة للولايات المتحدة (الولايات المتحدة)

## مناطق الخدمة السابقة
غطت أرين سابقًا أنغولا وبوتسوانا وبوروندي وجمهورية الكونغو وجمهورية الكونغو الديمقراطية وملاوي وموزمبيق وناميبيا ورواندا وجنوب إفريقيا وسوازيلند وتنزانيا وزامبيا وزيمبابوي حتى تم تشكيل المركز الأفريقي لمعلومات الشبكة .
غطت أرين سابقا الأرجنتين ، أروبا ، بليز ، بوليفيا ، البرازيل ، تشيلي ، كولومبيا ، كوستاريكا ، كوبا ، جمهورية الدومينيكان ، جزر الهند الغربية الهولندية ، الإكوادور ، السلفادور ، جزر فوكلاند (المملكة المتحدة) ، غيانا الفرنسية ، غواتيمالا ، غيانا ، هايتي ، هندوراس والمكسيك ونيكاراغوا وبنما وباراغواي وبيرو وجورجيا الجنوبية وجزر ساندويتش الجنوبية وسورينام وترينيداد وتوباغو وأوروغواي وفنزويلا حتى تم تشكيل LACNIC .

## روابط خارجية
- ARIN الصفحة الرئيسية
- المجلس الاستشاري ARIN
- مجلس أمناء أرين
- ASN Info ARIN Operations الولايات المتحدة، الولايات المتحدة